# Carto (revue)
Pour les articles homonymes, voir Carto.
Carto est une revue bimestrielle fondée en 2010 par le géographe Alexis Bautzmann et éditée par le groupe Areion. Elle vise à rendre intelligible les grandes problématiques internationales à travers les cartes. Il s'agit de la seule revue française de cartographie géopolitique.

## Historique
Cette revue est créée en 2010. Initialement diffusée en kiosque par Presstalis (ex-NMPP), elle est distribuée par les MLP depuis le début de l'année 2019. 
Cette nouvelle revue s'adresse à un lectorat amateur de géopolitique. À titre d'illustration, le premier numéro est consacré à « La puissance russe », et le second à  « Un monde sans frontières » : les enjeux des migrations, le numéro 37 est plus spécifiquement consacré aux « Migrants climatiques », le numéro 38 à « La Planète financière », le numéro 43 aux « Les Émirats arabes unis, puissance du Moyen-Orient ? » ; le numéro 45, « Palestine : à quoi ressemblera un état viable demain ? », le numéro 51 à « L’Union européenne : du projet à la crise » ; ou bien encore le numéro 52 à « L’euro a vingt ans ».

## Description
Lire l’actualité du monde grâce aux cartes est l’ambition de cette revue diffusée en kiosque et dans les librairies,. 
D'après Le Monde, : « Si les cartes constituent naturellement le point fort de la revue, il faut souligner la qualité pédagogique des textes qui les accompagnent ». 

## Membres de la rédaction
La rédaction fut initialement dirigée par Frank Tétart,, auparavant coauteur de l'émission Le Dessous des cartes sur Arte,. Il est remplacé en juin 2011 par Guillaume Fourmont, l'actuel rédacteur en chef délégué de cette revue. La rédactrice cartographe est Laura Margueritte, la rédactrice graphiste est Mélanie Billard.

## Atlas géopolitique mondial
À la fin de l'année, la rédaction rassemble de nouvelles cartes dans un livre de 196 pages avec près de 300 cartes sauf en 2013 où il y avait 212 pages. Il s'agit d'un « hors-série » de l'actualité de l'année. Le livre coûte 22,50 €.
- Alexis Bautzmann (dir.), Atlas géopolitique mondial 2013 (270 cartes - 212 pages) publié en février 2013
- Alexis Bautzmann (dir.), Atlas géopolitique mondial 2015 (280 cartes - 196 pages) publié le 27 août 2014
- Alexis Bautzmann (dir.), Atlas géopolitique mondial 2016 (300 cartes - 196 pages) publié le 24 septembre 2015
- Alexis Bautzmann (dir.), Atlas géopolitique mondial 2017 (300 cartes - 190 pages) publié le 8 septembre 2016
- Alexis Bautzmann (dir.), Atlas géopolitique mondial 2018 (300 cartes - 192 pages) publié le 6 septembre 2017
- Alexis Bautzmann (dir.), Atlas géopolitique mondial 2019 (250 cartes - 192 pages) publié le 5 septembre 2018
- Alexis Bautzmann (dir.), Atlas géopolitique mondial : 2020, Monaco, Éditions du Rocher, 2019, 192 p. (ISBN 978-2-268-10239-9, BNF 45812011, SUDOC 238186709).
- Alexis Bautzmann (dir.), Atlas géopolitique mondial : 2021, Monaco, Éditions du Rocher, 2020, 192 p. (ISBN 978-2268104188).
- Alexis Bautzmann (dir.), Atlas géopolitique mondial : 2022, Monaco, Éditions du Rocher, 2021, 208 p. (ISBN 978-2268105864).